# Fudbalski Klub Mladost Bački Jarak
Il Fudbalski klub Mladost Bački Jarak (in serbo Фудбалски клуб Mлaдocт Бaчки Japaк?), conosciuto semplicemente come Mladost (BJ), è una squadra di calcio di Bački Jarak, una località nei pressi di Temerin, in Vojvodina (Serbia).

## Nome
Mladost in serbo significa giovinezza, come il latino Juventus in Italia.

## Storia
Il club viene fondato nel 1947 come Jedinstvo (unità) e fino agli anni '90 milita nei campionati minori della Jugoslavia.
Il più grande successo arriva negli anni '90 quando riesce a raggiungere la massima divisione, ma la gioia dura poco, una raffica di pessime prestazioni, una caduta dopo l'altra, finisce in quarta divisione nel 2000.
Da allora fa l'altalena fra quarta e terza divisione, con solo un lampo nel 2008–09 quando sfiora la promozione in seconda serie per soli 6 punti di distanza dal Proleter Novi Sad.
L'8 giugno 2016, allo Stadio Karađorđe di Novi Sad, conquista la Kup Vojvodine battendo 4–2 ai tiri di rigore (0–0 i tempi regolamentari) il Borac Sakule. Si ripete il 30 maggio 2018 battendo il FK Podrinje di Mačvanska Mitrovica per 2–1 allo Stadion Slana Bara, casa del Proleter di Novi Sad.

### Cronistoria
| Stagione | Campionato              | Campionato | Campionato | Campionato                    | Coppa   |
| Stagione | Categoria               | Liv.       | Posizione  | Verdetti                      | Coppa   |
| -------- | ----------------------- | ---------- | ---------- | ----------------------------- | ------- |
| 1991–92  | Vojvođanska liga        | IV         | 3º su 18   |                               |         |
| 1992–93  | Srpska liga Nord        | III        | 2º su 16   | Vincitore spareggi-promozione |         |
| 1993–94  | 2. liga                 | II         | 13º su 20  |                               |         |
| 1994–95  | 2. liga                 | II         | 16º su 20  | Vincitore spareggi-promozione |         |
| 1995–96  | 1. liga                 | I          | 18º su 20  | Passa in 1. liga "B"          |         |
| 1996–97  | 1. liga "B"             | II         | 12º su 12  | Retrocede                     |         |
| 1997–98  | 2. liga Est             | III        | 18º su 18  | Retrocede                     | 16esimi |
| 1998–99  | Srpska liga Vojvodina   | III        | 18º su 18  |                               |         |
| 1999–00  | Srpska liga Vojvodina   | III        | 17º su 21  | Retrocede                     |         |
| 2000–01  |                         |            |            |                               |         |
| 2001–02  |                         |            |            |                               |         |
| 2002–03  |                         |            |            |                               |         |
| 2003–04  |                         |            |            |                               |         |
| 2004–05  |                         |            |            |                               |         |
| 2005–06  |                         |            |            |                               |         |
| 2006–07  |                         |            |            |                               |         |
| 2007–08  | Srpska liga Vojvodina   | III        | 12º su 16  |                               |         |
| 2008–09  | Srpska liga Vojvodina   | III        | 3º su 16   |                               |         |
| 2009–10  | Srpska liga Vojvodina   | III        | 9º su 16   |                               |         |
| 2010–11  | Srpska liga Vojvodina   | III        | 12º su 16  |                               |         |
| 2011–12  | Srpska liga Vojvodina   | III        | 9º su 16   |                               |         |
| 2012–13  | Srpska liga Vojvodina   | III        | 12º su 16  | Retrocede                     |         |
| 2013–14  | Vojvođanska liga Ovest  | IV         | 8º su 16   |                               |         |
| 2014–15  | Novosadsko-Sremska zona | IV         | 4º su 16   |                               |         |
| 2015–16  | Novosadsko-Sremska zona | IV         | 11º su 16  |                               |         |
| 2016–17  | Vojvođanska liga Sud    | IV         | 1º su 16   | Promosso                      | 16esimi |
| 2017–18  | Srpska liga Vojvodina   | III        | 11º su 16  |                               |         |
| 2018–19  | Srpska liga Vojvodina   | III        | 14º su 18  | Retrocede                     | 16esimi |
| 2019–20  | Vojvođanska liga Sud    | IV         |            |                               |         |

## Tifosi
I tifosi più accaniti del Mladost sono i Djavoli, ed i loro rivali sono i tifosi dello Sloga Temerin (i rispettivi stadi distano solo 3 km).